# KeeWeb
KeeWeb és un gestor de contrasenyes gratuït i de codi obert compatible amb KeePass, disponible com a versió web i aplicació d'escriptori. El format d'arxiu subjacent és KDBX (arxiu de base de dades KeePass). KeeWeb va ser elogiat per Ghacks Technology News en 2016 com a "novetat" que soluciona el "defecte d'una versió basada en web" de KeePass, i per Tech Advisor en 2020 com a "gestor de contrasenyes multiplataforma ben dissenyat".
Està escrit en Javascript i fa ús de marques com WebCrypto i WebAssembly per a treballar amb arxius de contrasenyes directament en navegador, sense carregar-los a un servidor. Pot sincronitzar arxius amb serveis populars de hosting d'arxius, com ara Dropbox, Google Drive o OneDrive.
El mateix codi de Javascript és també utilitzat en aplicacions d'escriptori fetes amb Electron. La versió d'escriptori afegeix algunes característiques no disponibles en la versió web:
- Auto-escriure contrasenyes.
- Capacitat d'obrir i guardar arxius locals.
- Sincronització amb WebDAV sense CORS habilitat.[10]

KeeWeb també pot ser executat com a servidor independent, o instal·lat com a aplicació Nextcloud.